# Helena Friedlová-Štěpničková

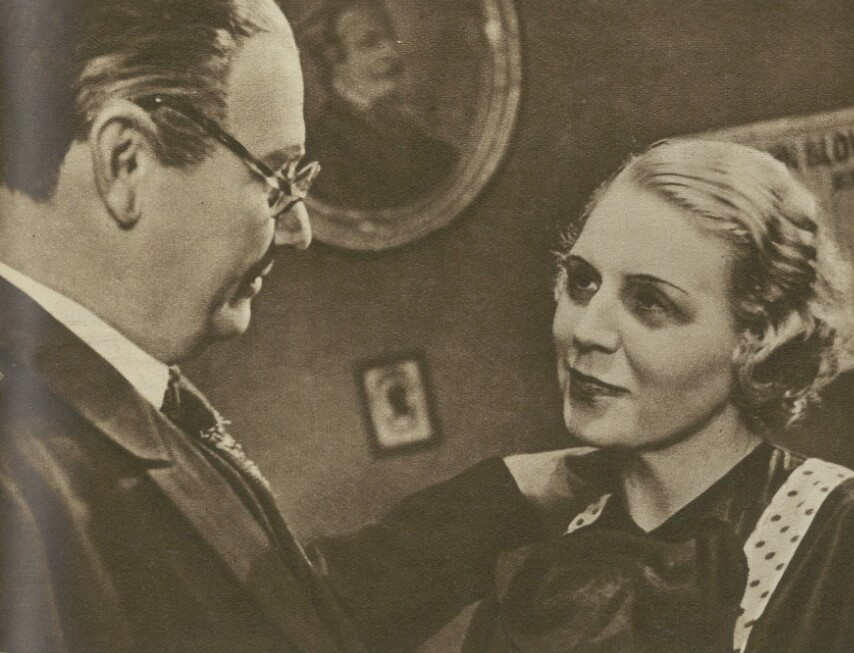
Helena Friedlová a Gustav Hilmar, Komorní divadlo Praha, 1936

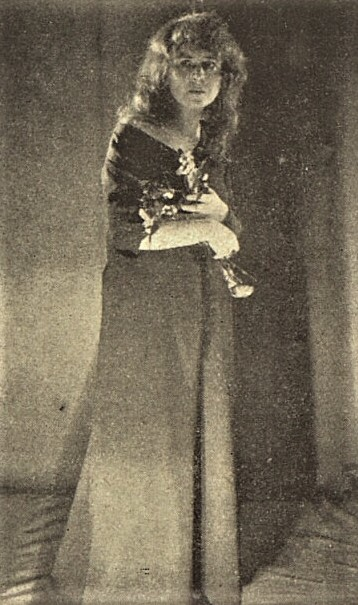
Helena Friedlová (Ofélie, Hamleta hrál Zdeněk Štěpánek), Divadlo na Vinohradech 1927

Helena Friedlová, rozená Štěpničková (11. listopadu 1889 Praha – 11. března 1966 Praha) byla česká herečka.

## Životopis
Narodila se v rodině úředníka pojišťovny Františka Štěpničky a jeho manželky Františky, rozené Kunešové, jako jejich jediná dcera.
Absolvovala Pivodovu pěveckou školu a herectví studovala soukromě u Marie Hübnerové. Dne 6. června 1914 se na Královských Vinohradech provdala za JUDr. Vratislava Friedla (1882–1950). Manželé Friedlovi žili v Praze XII, Římská 43.

## Dílo
Hrát začala r. 1905 v divadle Uranie, potom jako členka dramatického odboru vinohradské Měšťanské besedy (1905–1907). Celou další kariéru měla v Divadle na Vinohradech (1907–1959).

### Divadelní role výběr
- Naši Furianti: Terezka – L. Stroupežnický, 1912
- Kupec benátský: Jessika – William Shakespeare, 1912
- Peer Gynt: Solveig – Henrik Ibsen, 1916
- Cid: Elvíra – Pierre Corneille, 1919
- Mína z Barnhelmu: Mína – Gotthold Ephraim Lessing, 1919
- Troillus a Kressida: Andromacha – W. Shakespeare, 1921
- Lucerna: kněžna – Alois Jirásek, 1921
- Othello: Desdemona – W. Shakespeare, 1922
- Paličova dcera: Rozárka – Josef Kajetán Tyl, 1925
- Strakonický dudák: Rosava – J. K. Tyl, 1925
- Hamlet: Ofélie – W. Shakespeare, 1926
- Živá mrtvola: Líza – Lev Nikolajevič Tolstoj, 1930
- Paní Marjánka, matka pluku: Marjánka – J. K. Tyl, 1939
- Pygmalion: Paní Higginsová – George Bernard Shaw, 1939
- Měsíc nad řekou: paní Hlubinová – Fráňa Šrámek, 1940
- Babička: Magdalen Novotná – Božena Němcová a Jaromír Pleskot, 1948

### Role ve filmu
Podobné typy rolí jako divadlo jí nabídl film, který ale v její herecké práci sehrál jen okrajový význam. Hojně spolupracovala s rozhlasem (např. Ladislav Stroupežnický: Paní mincmistrová).
- Dvě matky: [němý film] hlavní role – režie Přemysl Pražský, předloha Emilie Richbourg, 1920
- Josef Kajetán Tyl: [němý film] Magda Forchheimová – Svatopluk Innemann, Josef Ladislav Turnovský, 1925
- Srdce v soumraku: Julie Váchová – Vladimír Slavínský, Maryna Radoměrská, 1936
- Filosofská historie: slečna Elis – Otakar Vávra, A. Jirásek, 1937
- Bílá nemoc: manželka účetního – Hugo Haas, Karel Čapek, 1937
- Cech panen kutnohorských: paní mincmistrová – O. Vávra, L. Stroupežnický, 1938
- Paličova dcera: Madlenka Valentová – Vladimír Borský, J. K. Tyl, 1941
- Čtrnáctý u stolu: paní Bartošová – Oldřich Nový a Antonín Zelenka, Ossi Oswalda, 1943
- Dvaasedmdesátka: matka J. V. Friče – Jiří Slavíček, František Langer, 1948
- Revoluční rok 1848: paní Fričová – Václav Krška, Karel Josef Beneš, 1949
- Temno: Lidmila Mladotová – Karel Steklý, A. Jirásek, 1950

### Videozáznamy
- Cech panen kutnohorských = The guild of the Kutná hora virgins – scénář Zdeněk Štěpánek; režie a scénář O. Vávra. Praha: Filmexport Home Video, 2006
- Filosofská historie – námět Alois Jirásek; scénář a režie O. Vávra. Praha: Filmexport Home Video, 2009
- Čtrnáctý u stolu – scénář Josef Mach; námět Ossi Oswalda; O. Nový, A. Zelenka. Praha: Filmexport Home Video, 2010

## Ocenění
Roku 1957 obdržela titul zasloužilá umělkyně.

## O Heleně Friedlové
Za dobu svého působení vytvořila přes tři sta osmdesát rolí. Po postavách naivních a temperamentních dívek se postupně přehrála do charakterních úloh. Jejímu jemnému, křehkému naturelu, schopnému vyjádřit čistou a nevtíravou lásku a něhu, odpovídaly typy obětavých, oddaných a trpících žen, snášející nelehký úděl s hlubokou pokorou, smutnou, až zoufalou odevzdaností. Ke ztvárnění svých postav využívala vypracovaný hlasový projev a mimiku.
Zdeněk Doskočil